# Exocentrus fisheri
Exocentrus fisheri är en skalbaggsart som beskrevs av J. Linsley Gressitt 1935. Exocentrus fisheri ingår i släktet Exocentrus och familjen långhorningar. Inga underarter finns listade i Catalogue of Life.